# Christina Maria Landerl
Christina Maria Landerl (* 1979 in Steyr, Oberösterreich) ist eine österreichische Schriftstellerin.

## Leben und Werk
Christina Maria Landerl wuchs in Sierning auf und studierte zunächst Germanistik an der Universität Wien. Von 2007 bis 2011 studierte sie am Deutschen Literaturinstitut Leipzig und begann danach ein Studium der Gender Studies. Landerl ist außerdem ausgebildete Sozialpädagogin sowie Traumafachberaterin und arbeitete viele Jahre mit sozial benachteiligten Jugendlichen in Wien und Oberösterreich.
Landerl schreibt eine lakonische, präzise Prosa voller literarischer Verweise und Bezüge. Ihr Debüt Verlass die Stadt erschien 2011 im Verlag Schöffling & Co., 2016 und 2020 folgten die Romane Donnas Haus und Alles von mir bei Müry Salzmann. Neben den Romanen veröffentlichte sie in zahlreichen Anthologien und Literaturzeitschriften, wie z. B. Edit, Neue Rundschau, kolik und entwürfe.

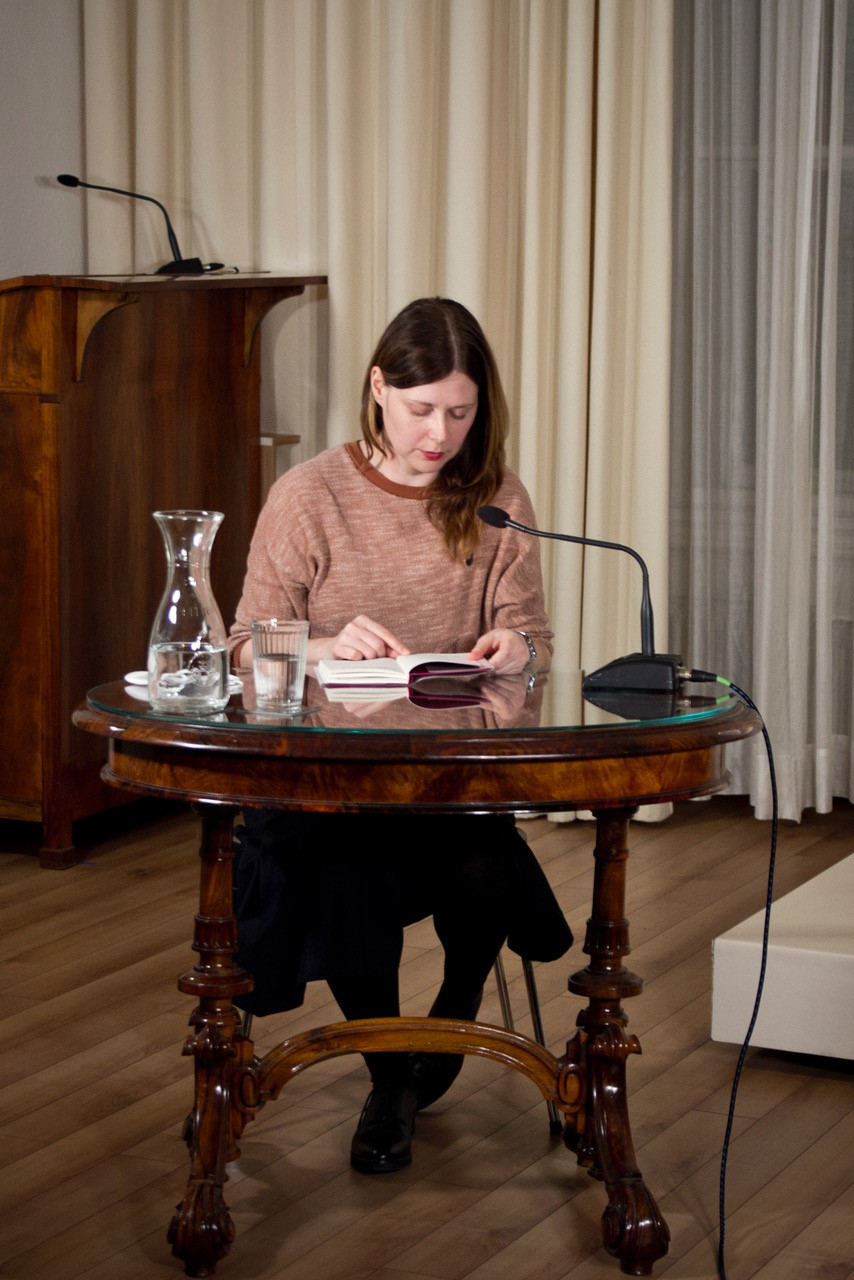
Christina Maria Landerl (2021)

Für ihre Prosa wurde Landerl mehrfach ausgezeichnet, unter anderem mit dem Arbeitsstipendium des Berliner Senats 2019 für die Arbeit an Alles von mir. Dieser Roman handelt von einer Touristin „on the road“, einer Frau auf den Spuren Schwarzer Sängerinnen, auf den Spuren des Rassismus und des Jazz im Süden der USA. Alles von mir hat eine Playlist auf Spotify und erzählt außerdem, aber nicht nur, die Geschichten hinter den Songs dieser Reise, die eigenen und die der anderen.
Landerl lebt und arbeitet als Schriftstellerin und Sozialpädagogin in Berlin.

## Werke
- Verlass die Stadt (Roman). Schöffling & Co, Frankfurt 2011. ISBN 978-3-89561-255-8.
- Donnas Haus (Roman). Müry Salzmann, Salzburg 2016. ISBN 978-3-99014-140-3.
- Alles von mir (Roman). Müry Salzmann, Salzburg 2020. ISBN 978-3-99014-206-6.
- Telavivienna. Vom Heimkommen. (Zusammen mit Ronny Aviram) Müry Salzmann, Salzburg 2022. ISBN 978-3-99014-226-4
- Das Buch Helga. Müry Salzmann, Salzburg 2025. ISBN 978-3-99014-268-4

## Auszeichnungen
- 2008: Manfred-Maurer-Literaturpreis
- 2009: Talentförderungsprämie des Landes Oberösterreich für Literatur
- 2010: Klagenfurter Literaturkurs (Stipendium)
- 2011: Stipendium der Kulturstiftung des Freistaates Sachsen
- 2012: Rom-Stipendium des Bundesministeriums für Kunst und Kultur
- 2015: Aufenthaltsstipendium am Literarischen Colloquium Berlin
- 2016/17: Projektstipendium des Bundeskanzleramtes
- 2019: Arbeitsstipendium des Berliner Senats